# David Kubatta
David Kubatta (* 29. Oktober 2003 in Neuwied) ist ein deutscher Fußballspieler.

## Karriere
Nach seinen Anfängen in der Jugend der TuS Koblenz und des FC Hennef 05, für den er 18 Spiele in der B-Junioren-Bundesliga bestritt, wechselte er im Sommer 2021 in die Jugendabteilung des FC Viktoria Köln. Dort kam er nach elf Einsätzen in der A-Junioren-Bundesliga, bei denen ihm drei Tore gelangen, auch zu seinem ersten Einsatz im Profibereich in der 3. Liga, als er am 2. April 2022, dem 32. Spieltag, bei der 0:2-Heimniederlage gegen Borussia Dortmund II in der 83. Spielminute für Christoph Greger eingewechselt wurde. Im Sommer 2022 stattete ihn der Verein mit einem Profivertrag aus, woraufhin er fest in den Drittligakader rückte. Nachdem er in der Saison 2022/23 noch lediglich zu einem weiteren Einsatz gekommen war, erhielt der Verteidiger insbesondere ab dem Herbst 2023 in der anschließenden Spielzeit 2023/24 mehr Einsatzzeit und kam auf insgesamt 13 Einsätze, sechs davon in der Startelf.
Im Sommer 2024 verpflichtete ihn der Ligakonkurrent Dynamo Dresden. Mit der Mannschaft stieg er am Saisonende als Tabellen-Zweiter in die 2. Bundesliga auf.